# Полукеев, Андрей Андреевич
Андрей Андреевич Полукеев (род. 13 мая 1981, Полевой, Челябинская область) — российский легкоатлет, специалист по бегу на короткие дистанции. Выступал за сборную России по лёгкой атлетике в 2000-х годах, обладатель бронзовых медалей чемпионатов мира и Европы в помещении, победитель и призёр первенств всероссийского значения. Заслуженный мастер спорта России.

## Биография
Андрей Полукеев родился 13 мая 1981 года в посёлке Полевой Сосновского района Челябинской области.
Впервые заявил о себе в лёгкой атлетике на взрослом всероссийском уровне в сезоне 2003 года, когда на зимнем чемпионате России в Москве с командой Челябинской области выиграл серебряную медаль в эстафете 4 × 200 метров. Попав в состав российской национальной сборной, выступил на молодёжном европейском первенстве в Быдгоще — в индивидуальном беге на 400 метров остановился на предварительном квалификационном этапе, тогда как в эстафете 4 × 400 метров завоевал бронзовую награду.
В 2005 году на чемпионате Европы в помещении в Мадриде вместе с соотечественниками Александром Усовым, Дмитрием Форшевым и Александром Борщенко выиграл бронзовую медаль в эстафете 4 × 400 метров, уступив только командам из Франции и Великобритании. Принимал участие в чемпионате мира в Хельсинки, где стартовал в той же дисциплине на предварительном этапе.
В 2006 году помог российской команде стать третьей в эстафете 4 × 400 метров на домашнем чемпионате мира в помещении в Москве (участвовал в предварительном квалификационном забеге). За это выдающееся достижение впоследствии был удостоен почётного звания «Заслуженный мастер спорта России». На чемпионате России в Туле взял бронзу в эстафете 4 × 100 метров.
В 2007 году на зимнем чемпионате России в Волгограде уже представлял Москву и стал бронзовым призёром в эстафете 4 × 200 метров.
На чемпионате России 2008 года в Казани получил серебро в эстафете 4 × 400 метров.
В 2009 году на зимнем чемпионате России в Москве с командой Свердловской области выиграл серебряную медаль в эстафете 4 × 200 метров.
После завершения спортивной карьеры с 2010 года работал старшим специалистом в отделе залоговой экспертизы ПАО «Сбербанк России». В 2014 году окончил Челябинскую государственную агроинженерную академию по специальности «экономика и управление на предприятии». С апреля 2019 года — в администрации Вознесенского сельского поселения. Депутат Совета депутатов Вознесенского сельского поселения, член фракции «Единая Россия». Женат, двое детей.